# Can Banús (Rupit i Pruit)
Can Banús és una casa de Rupit i Pruit (Osona) inclosa a l'Inventari del Patrimoni Arquitectònic de Catalunya.

## Descripció
Casa entre mitgeres assentada sobre el desnivell de la roca i enclavada al cingle del castell. Consta de tres trams. El carener és paral·lel a la façana, orientada a migdia. Consta de planta baixa i dos pisos. Presenta un portal rectangular, una finestra i un altre portal rectangular unit a una finestra i formant una sola obertura amb una llinda comú. Els nivells dels pisos, segons la distribució de les finestres, semblen seguir el desnivell del carrer. Al segon pis hi ha una petita finestra amb la data 169, i al segon tram hi ha un balcó de fusta que s'abriga sota un ampli voladís.
Construïda amb pedra i els elements de ressalt de pedra picada.

## Història
La importància de les cases d'aquest carrer rau sobretot en la bellesa arquitectònica i la unitat dels edificis que la integren, tots ells construïts als segles xvii i xviii i que han estat restaurats recentment amb molta fidelitat.
L'establiment de cavallers al Castell de Rupit als segles xii i xiii donaren un caire aristocràtic a la població, al segle xiv la demografia baixa considerablement. Al fogatge del segle xvi ja s'observa una certa recuperació i a partir del segle xvii comença a ser nucli important de població, ja que durant la guerra dels Segadors, al 1654, s'hi establiren molts francesos.